# 皮德希爾亞 (伊凡諾-法蘭科夫斯克州)
皮德希爾亞（羅馬化：Pidhiria）是烏克蘭西部伊萬諾-弗蘭科夫斯克州伊萬諾-弗蘭科夫斯克區博霍羅恰內市鎮的村莊。該村始建於1441年，面積30平方公里，2024年人口2,147，人口密度每平方公里76.3人。